# Bernhard Martin (Volkskundler)

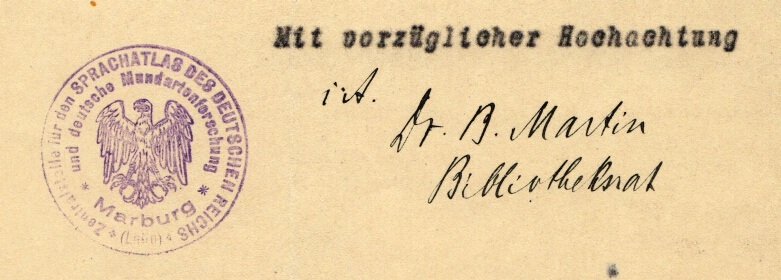
Unterschrift (1933)

Bernhard Christian Friedrich Martin (* 1. August 1889 in Rhoden, Landkreis Waldeck; † 4. März 1983 in Marburg) war ein deutscher Volkskundler und Mundartforscher.

## Leben
Martin studierte nach dem Abitur Volkskunde und befasste sich in zahlreichen Arbeiten insbesondere mit der deutschen Mundartforschung. Zeitweilig war er als Honorarprofessor für Mundartforschung an der Philipps-Universität Marburg tätig sowie zwischen 1927 und 1956 Mitherausgeber des Deutschen Sprachatlasses, eines Sprachatlasses über die Dialekte in Deutschland. Sein Buch Die deutschen Mundarten (1939) war eines der ersten umfassenden Handbücher und Gesamtdarstellungen der deutschen Mundarten.
Während der Zeit des Nationalsozialismus leitete Bernhard Martin im Zuge des Aufbaus der sogenannten Hohen Schule der NSDAP die Forschungsstelle Deutsche Volkssprache. Juli 1937 beantragte er die Aufnahme in die NSDAP und wurde rückwirkend zum 1. Mai desselben Jahres aufgenommen (Mitgliedsnummer 5.159.994).

## Schriften
Neben zahlreichen Aufsätzen in Fachzeitschriften verfasste Martin auch zahlreiche Fachbücher zur Mundartforschung wie:
- Studien zur Dialektgeographie des Fürstentums Waldeck und des nördlichen Teils des Kreises Frankenberg, 1925
- Deutscher Sprachatlas, Mitherausgeber, 1927–1956
- Bibliographie zur deutschen Mundartenforschung und -dichtung in den Jahren 1921–1926 (mit Nachträgen zu früheren Jahren), 1929
- Die deutschen Mundarten, 1939
- Sitte und Brauch in Hessen vor hundert Jahren, 1959
- Bäuerliches Fachwerk in Hessen. Lichtbildreihe der Staatlichen Landesbildstelle Hessen, 1961
- Die Namengebung einiger aus Amerika eingeführter Kulturpflanzen in den deutschen Mundarten, 1963
- Kleine Schriften – Ferdinand Wrede, Mitherausgeber, 1963
- Waldeckische Landeskunde, 1971
- Gesammelte Schriften zur waldeckisch-hessischen und deutschen Mundartforschung, 1984